# Cobososia fulvicolor
Cobososia fulvicolor là một loài bọ cánh cứng trong họ Aderidae. Loài này được Escalera miêu tả khoa học năm 1942.